# David Crane (schrijver)
David Crane (Philadelphia, 13 augustus 1957) is een  Amerikaanse schrijver en producer. Hij was een van de makers van de televisie sitcom Friends, samen met zijn goede vriendin Marta Kauffman. Hij is voornamelijk bekend voor het schrijven van comedy.
Crane woont samen met zijn levenspartner, Jeffrey Klarik. Samen hebben ze hun Friends-achtige sitcom, The Class bedacht.

## Geselecteerde filmografie
- Episodes, 2011 Schrijver, bedenker en producer.
- The Class, 2006 (bedenker en executive producer)
- Joey, 2004 (schrijver en producer)
- Jesse, 1998 (executive producer)
- Veronica's Closet, 1996 (executive producer)
- Friends, 1994 (bedenker, schrijver en executive producer)
- Dream On, 1990, (schrijver en Producer)